# Gaston de l’Isle
Gaston de l’Isle (* 1502 in Fronsadais; † 1579 in Bordeaux) war in den Jahren 1552 bis 1554 und 1563 bis 1564 Bürgermeister von Bordeaux.

## Leben und Wirken
Sein Vater Pierre aus Fronsadais am Nordufer der Dordogne, ein Halbtagesritt von Bordeaux entfernt, hatte noch als Schildknappe gedient. An der Zeitenwende zur Neuzeit ordneten sich die Standesunterschiede neu. Seine Vorfahren, die im Hundertjährigen Krieg für die Engländer gekämpft hatten, lassen sich aufgrund des Immobilienbesitzes bis ins 13. Jahrhundert zurückverfolgen. Der Titel Seigneur et Baron de L’Isle ging von seinem Vater an ihn über.
Gaston war verheiratet mit Monaventure de Lur, mit der er zwei Söhne – die beide keine Nachkommen hatten – und drei Töchter hatte. Eine dieser Tochter war Marguerite (* 5. September 1557), die 1589 Geoffroy de Durfort (1557–1620), Baron de Civrac de Montastruc et de Castelbajac ehelichte.
Auf den Resten eines von Karl dem Großen 769 errichteten Turms nahe Fronsac baute Gaston zwischen 1553 und 1557 das Château de la Rivière. Womöglich geht dieser Siedlungsplatz auf die Römer zurück.
In diese Zeit fällt auch seine Wahl zum Bürgermeisteramt von Bordeaux. Die Amtszeit dauerte vom 2. August 1552 bis Ende Juli 1554. Fünf Legislaturperioden später verstarb Antoine de Noailles während seiner Amtszeit, 58-jährig keines natürlichen Todes, und Gaston wurde wiedergewählt.